# Reacción de Wurtz-Fittig
La reacción de Wurtz-Fittig es la reacción química entre haluros de arilo y haluros de alquilo con sodio metálico en presencia de éter seco para dar compuestos aromáticos sustituidos. Charles Adolphe Wurtz informó lo que ahora se conoce como la reacción de Wurtz en 1855, que implica la formación de un nuevo enlace carbono-carbono mediante el acoplamiento de dos haluros de alquilo. El trabajo de Rudolph Fittig en la década de 1860 amplió el enfoque del acoplamiento de un haluro de alquilo con un haluro de arilo. Esta modificación de la reacción de Wurtz se considera un proceso separado y lleva el nombre de ambos científicos.
La reacción funciona mejor para formar productos asimétricos si los reactivos de haluro están separados de alguna manera en sus reactividades químicas relativas. Una forma de lograr esto es formar los reactivos con halógenos de diferentes periodos. Por lo general, el haluro de alquilo se vuelve más reactivo que el haluro de arilo, lo que aumenta la probabilidad de que el haluro de alquilo forme primero el enlace organosódico y, por lo tanto, actúe más eficazmente como nucleófilo hacia el haluro de arilo. Normalmente, la reacción se utiliza para la alquilación de haluros de arilo; sin embargo, con el uso de ultrasonido, la reacción también puede ser útil para la producción de compuestos de bifenilo.

## Mecanismo de reacción
Hay dos enfoques para describir el mecanismo de la reacción de Wurtz-Fittig. El primero implica la formación mediada por sodio de radicales alquilo y arilo. Los radicales alquilo y arilo luego se combinan para formar un compuesto aromático sustituido.

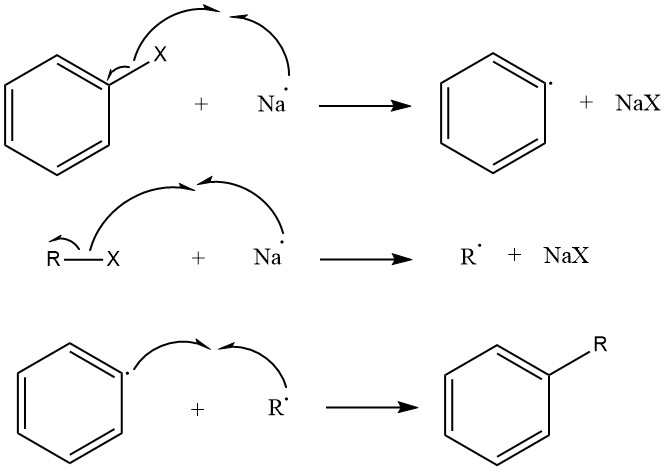
Mecanismo radicalario para la reacción de Wurtz-Fittig

El segundo enfoque implica la formación de un compuesto organoalcalino intermedio seguido del ataque nucleofílico del haluro de alquilo.

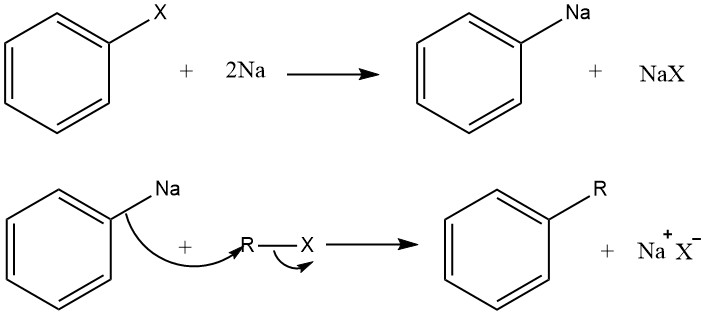
Mecanismo organoalcalino de la reacción de Wurtz-Fittig

## Reacciones secundarias
La fuerza impulsora del proceso es la formación del haluro de sodio que precipita fuera de la disolución, ya que tiene una entalpía reticular alta. Las reacciones secundarias son múltiples y reducen considerablemente el rendimiento de la reacción, por ejemplo:
- Reacción de eliminación:

Para que esta reacción parásita se produzca, se requiere de un hidrógeno β en el radical alquilo del haloalcano (1). El carbanión (2) tiene un carácter básico fuerte y puede arrancar un protón de otro haloalcano, que luego eliminará su átomo de halógeno. Esta reacción produce un alcano (3) y un alqueno (4).
- Reacción de acoplamiento:

Se trata simplemente de la reacción de Wurtz del haloalcano sobre sí mismo: acoplamiento del carbanión (1) con el haloalcano del que deriva (2), produciendo un alcano superior (3).
Alternativamente, el acoplamiento parásito puede darse entre dos haluros de arilo (1). El carbanión aromático (2) formado reacciona con otro haluro de arilo, produciendo un biarilo (3). Sin embargo, esta reacción es rara debido a la baja reactividad de los haluros de arilo.